# ایر ژاپن
ایر ژاپن (به انگلیسی: Air Japan) یک شرکت هواپیمایی با کد یاتا NQ است که در تاریخ ۲۹ ژوئن ۱۹۹۰ میلادی تأسیس شده است.
دفتر مرکزی ایر ژاپن در اوتا، توکیو، ژاپن واقع شده‌است و قطب این شرکت هواپیمایی در فرودگاه بین‌المللی ناریتا قرار دارد و به ۱۵ مقصد، پرواز مستقیم انجام می‌دهد.

## مقصدهای پروازی

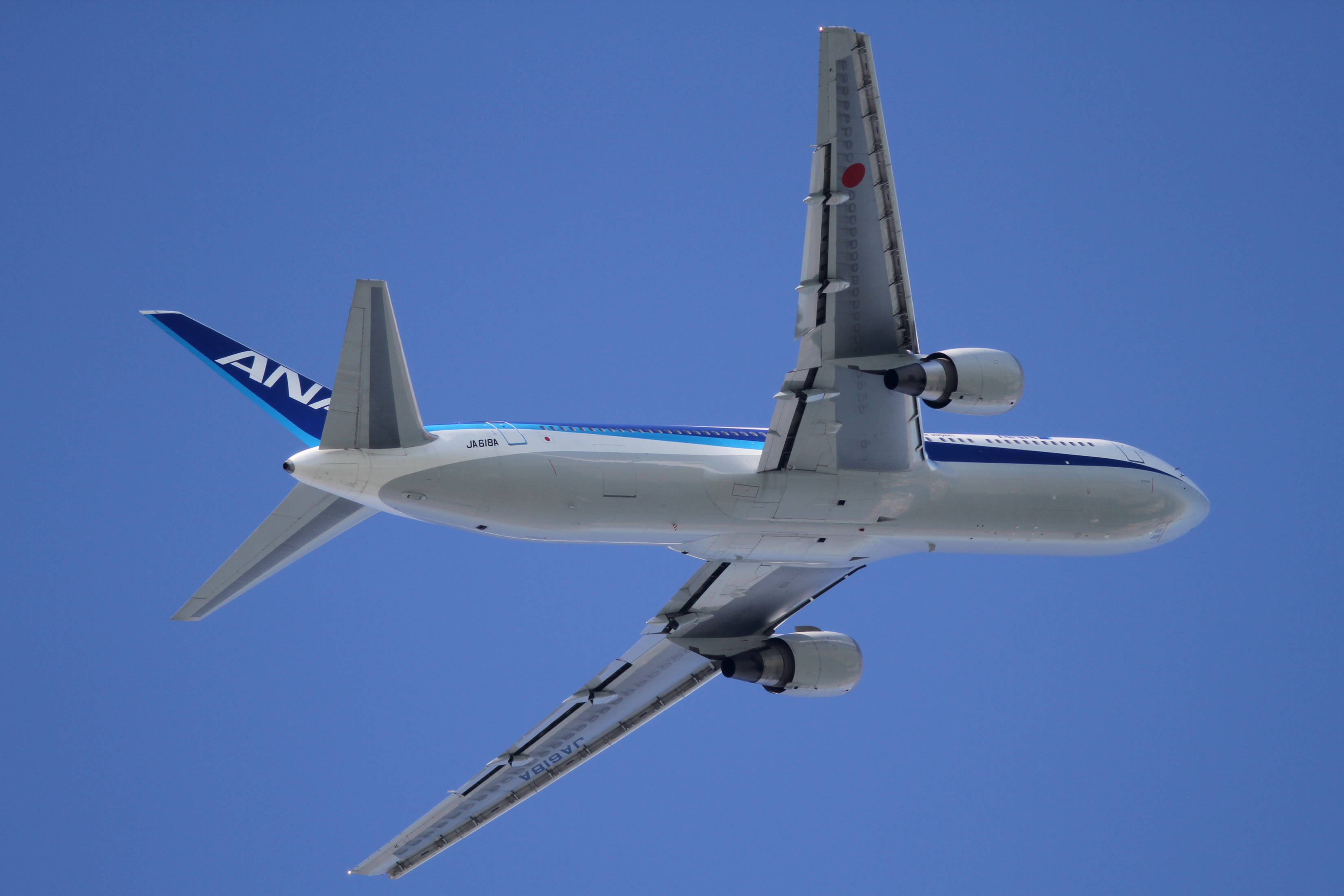
یک فروندبوئینگ ۷۶۷ ایر ژاپن، اندکی پس از ترک فرودگاه هانه‌دا، توکیو، ژاپن. (۲۰۱۰)

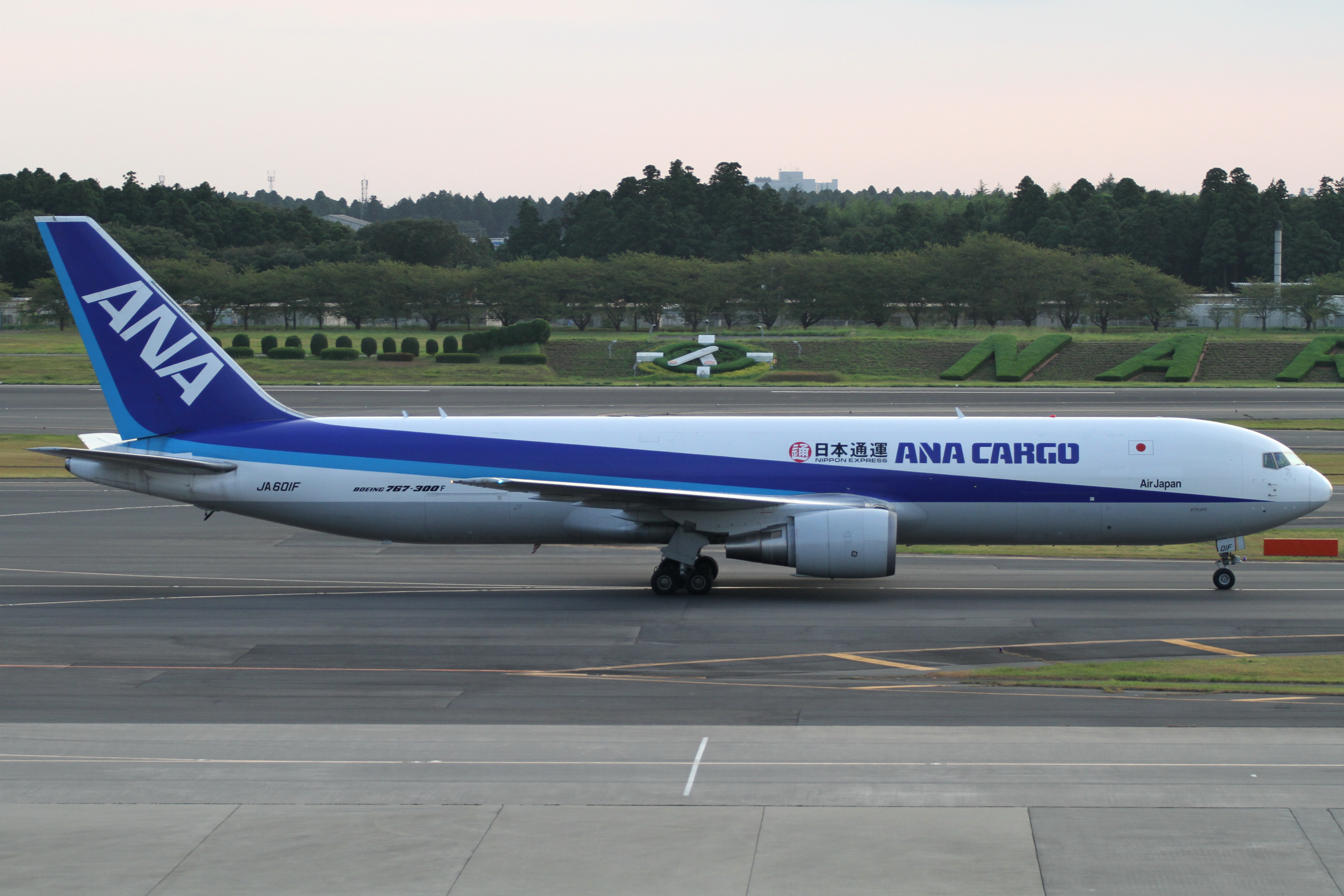
یک فروند بوئینگ ۷۶۷ آل نیپون ایرویز که پرواز ایر ژاپن را اجرا می‌کند، در حال تاکسی در فرودگاه بین‌المللی ناریتا. (۲۰۱۰)

مقصدهای پروازی ایر ژاپن به شرح زیر است (سپتامبر ۲۰۱۳):
| [Hub]   | قطب شرکت هواپیمایی |
| [Cargo] | فقط باربری         |